# Kevin King
Kevin King (* 28. Februar 1991 in Peachtree City, Georgia) ist ein US-amerikanischer Tennisspieler.

## Karriere
Kevin King spielt hauptsächlich auf der ATP Challenger Tour und der ITF Future Tour. Er konnte bislang zwei Doppelsiege auf der ITF Future Tour feiern. Auf der ATP Challenger Tour gewann er bis jetzt das drei Titel im Doppel sowie 2017 im Einzel das Turnier in Atlantic Tire Championships 2017, woraufhin er mit Platz 162 sein Karrierehoch im Einzel erreichte.

## Erfolge
| Legende (Anzahl der Siege)  |
| Grand Slam                  |
| ATP World Tour Finals       |
| ATP World Tour Masters 1000 |
| ATP World Tour 500          |
| ATP World Tour 250          |
| ATP Challenger Tour (5)     |

### Einzel

#### Turniersiege
| Nr. | Datum              | Turnier | Belag     | Finalgegner    | Ergebnis |
| --- | ------------------ | ------- | --------- | -------------- | -------- |
| 1.  | 17. September 2017 | Cary    | Hartplatz | Cameron Norrie | 6:4, 6:1 |

### Doppel

#### Turniersiege
| Nr. | Datum              | Turnier         | Belag         | Partner             | Finalgegner                                | Ergebnis          |
| --- | ------------------ | --------------- | ------------- | ------------------- | ------------------------------------------ | ----------------- |
| 1.  | 22. September 2013 | Quito           | Sand          | Juan-Carlos Spir    | Christopher Díaz Figueroa Carlos Salamanca | 7:5, 6:79, [11:9] |
| 2.  | 1. Februar 2014    | Chitré          | Hartplatz     | Juan-Carlos Spir    | Alex Llompart Mateo Nicolás Martínez       | 7:65, 6:4         |
| 3.  | 19. April 2014     | San Luis Potosí | Sand          | Juan-Carlos Spir    | Adrián Menéndez Agustín Velotti            | 6:3, 6:4          |
| 4.  | 17. November 2019  | Champaign       | Hartplatz (i) | Christopher Eubanks | Evan Hoyt Martin Redlicki                  | 7:5, 6:3          |